# Emerich z Thurn-Taxisu
Emerich princ z Thurn-Taxisu (Emmerich Prinz von und zu Thurn-Taxis) (12. dubna 1820, Praha – 28. července 1900, Bad Gleichenberg, Štýrsko) byl rakousko-uherský generál a dvořan z rodu Thurn-Taxisů. Od osmnácti let sloužil v armádě, nakonec dosáhl hodnosti c.k. generála jízdy. V letech 1875–1892 byl u císařského dvora nejvyšším štolbou, stal se členem Panské sněmovny a byl rytířem Řádu zlatého rouna.

## Životopis

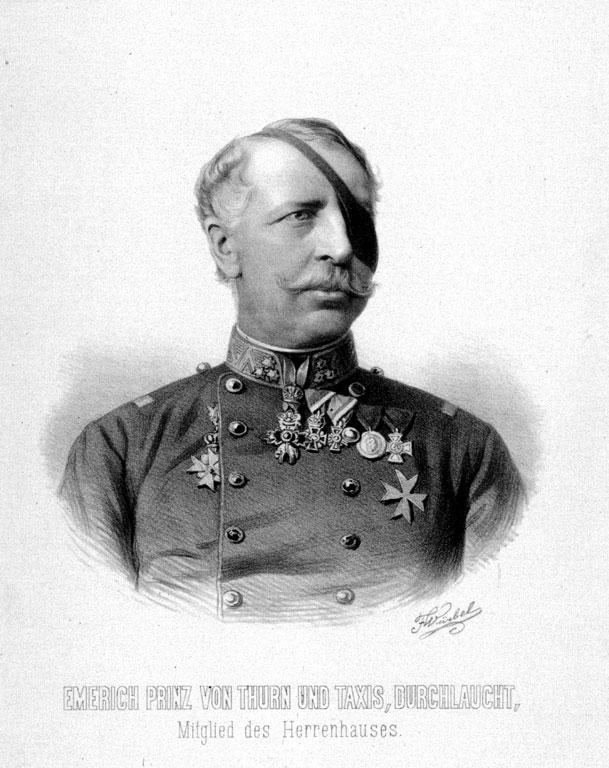
Princ Emerich Thurn-Taxis

Pocházel z významné šlechtické rodiny Thurn-Taxisů, patřil k mladší linii, která se v 19. století usadila v Čechách. Narodil se v Praze jako druhorozený syn prince Karla Thurn-Taxise (1792–1844), který vlastnil několik panství v Čechách (Dobrovice, Loučeň), matka Isabela z Eltzu (1795–1859) byla dcerou diplomata hraběte Emericha z Eltzu (1765–1844). Po matce byl Emerich Thurn-Taxis spřízněn s českými rody Šliků a Chotků. Od roku 1838 sloužil v armádě, vyznamenal se v revolučních bojích 1848–1849 nejprve v Itálii a pak v Uhrách, kde byl vážně zraněn a přišel o oko. Byl povýšen na majora, poté sloužil u husarského pluku č. 1 a dragounského pluku č. 4. V roce 1859 dosáhl hodnosti generálmajora a krátce působil ve vojenském školství, poté byl velitelem v Prešpurku. V roce 1866 byl povýšen na polního podmaršála a převzal velení divize lehkého jezdectva ve Lvově. a v roce 1869 odešel do výslužby. V letech 1875–1892 zastával u císařského dvora funkci nejvyššího štolby. K datu 1. listopadu 1876 byl povýšen do hodnosti generála jezdectva a po rezignaci hraběte Grünna převzal navíc čestnou hodnost kapitána císařské gardy rejtarů. a v roce 1877 byl jmenován doživotním členem panské sněmovny. V roce 1892 požádal ze zdravotních důvodů o uvolnění ze služby, byl propuštěn z postu nejvyššího štolby a k datu 5. dubna 1892 byl penzionován také v armádě.
Poslední roky života strávil ve Ville Wickenburg v Gleichenbergu ve Štýrsku u rodiny své dávno zemřelé manželky, kde zemřel 28. července v roce 1900 ve věku osmdesáti let. Pohřben byl na hřbitově v nedalekém Trauttmansdorffu.

## Tituly a ocenění
Jako příslušník knížecího rodu užíval od narození titul prince s nárokem na oslovení Jasnost (Seine Durchlaucht). Jako císařský nejvyšší štolba byl v roce 1875 jmenován c. k. komořím a získal titul c. k. tajného rady. Po úmrtí polního maršála Evžena Vratislava převzal v roce 1867 čestný post druhého majitele dragounského pluku č. 1 příslušného do Mostu (formálně byl prvním majitelem bývalý císař Ferdinand I.). Od roku 1876 byl čestným majitelem husarského pluku č. 3 dislokovaného v Šoproni. Během vojenské služby a především s ohledem na vážné zranění v roce 1849 byl několikrát vyznamenán. V roce 1878 byl jmenován rytířem prestižního Řádu zlatého rouna Po odchodu do výslužby obdržel velkokříž uherského Řádu sv. Štěpána Jako dlouholetý vysoký hodnostář u císařského dvora získal řadu vyznamenání také od zahraničních panovníků.

### Rakousko-Uhersko
- velkokříž Řádu sv. Štěpána (1892)
- Řád zlatého rouna (1878)
- Vojenský záslužný kříž II. třídy s válečnou dekorací (1850)[18]
- rytířský kříž Leopoldova řádu s válečnou dekorací (1849)[19]

### Zahraničí
- Řád svaté Anny I. třídy (Rusko)
- Řád černé orlice (Německo)
- Řád červené orlice I. třídy (Německo)
- Řád Osmanie I. třídy (Osmanská říše)
- Řád avizských rytířů (Portugalsko)
- velkokříž Řádu růže (Brazílie)
- velkokříž Řádu Karla III. (Španělsko)
- velkokříž Řádu sv. Mořice a Lazara (Itálie)
- velkokříž Řádu svatého Josefa (Toskánské velkovévodství)
- velkokříž Řádu württemberské koruny (Württembersko)
- velkokříž Leopoldova řádu (Belgie)
- velkokříž Řádu Takova (Srbsko)
- velkokříž Řádu rumunské hvězdy (Rumunsko)
- velkokříž Řádu Ludvíkova (Hesensko)
- Řád lva a slunce I. třídy (Persie)
- Řád zähringenského lva (Bádensko)
- Řád Medžidie III. třídy (Osmanská říše)
- Řád knížete Danila I. I. třídy (Černá Hora)
- Vojenský řád Maxe Josefa (Bavorsko)
- Záslužný řád bavorské koruny (Bavorsko)
- velkodůstojník Řádu čestné legie (Francie)

## Rodina
V roce 1850 se oženil s hraběnkou Marií Lucií Wickenburgovou (1832–1851), dcerou ministra obchodu Matthiase Wickenburga. Manželství skončilo její předčasnou smrtí o necelý rok později a zůstalo bez potomstva.
Jeho nejmladší bratr Rudolf Thurn-Taxis (1833–1904) rezignoval na příslušnost ke knížecí rodině a patřil k významným osobnostem českého společenského života druhé poloviny 19. století. Synovec princ Alexandr Thurn-Taxis (1851–1939) se také angažoval v podpoře kulturních a společenských aktivit v Čechách.